# Socialdemokratiska partiet (Rumänien)
Socialdemokratiska partiet (rumänska: Partidul Social Democrat, PSD) är ett socialdemokratiskt parti i Rumänien, bildat i januari 2001. Partiet är medlem i Europeiska socialdemokratiska partiet (PES) och dess Europaparlamentariker sitter i Socialdemokratiska gruppen i Europaparlamentet (PES).
PSD är det största partiet i Rumäniens parlament med 69 platser i senaten och 154 platser i deputeradekammaren sedan valet i december 2016.
Partiet bildades 2001 genom en sammanslagning av Rumänska socialdemokratiska partiet och Rumäniens socialdemokratiska pol. Sedan 2019 är Marcel Ciolacu partiledare.